# Hedysarum setigerum
Hedysarum setigerum är en ärtväxtart som beskrevs av Fisch. och Carl Anton von Meyer. Hedysarum setigerum ingår i släktet buskväpplingar, och familjen ärtväxter. Inga underarter finns listade i Catalogue of Life.